# Grand Prix mondial de volley-ball 1995
Navigation
Grand Prix 1994 Grand Prix 1996
Le 3e Grand Prix mondial de volley-ball féminin s'est déroulé en 18 août au 17 septembre 1995.
L'évènement s'est déroulé sur plusieurs semaines dans cinq pays et neuf villes : à Macao, au Brésil, en Chine, à Taïwan, en Indonésie, à Honolulu et au Japon. 
La phase finale s'est joué à Shanghai en Chine du 15 au 17 septembre 1995.

## Équipes participantes
| Europe           | Amérique               | Asie                     |
| ---------------- | ---------------------- | ------------------------ |
| Allemagne Russie | Brésil Cuba États-Unis | Chine Corée du Sud Japon |

## Tournois Préliminaires

### Premier week-end
| Groupe A                                    | Groupe B                                                   |
| ------------------------------------------- | ---------------------------------------------------------- |
| Site : Honolulu Chine Cuba États-Unis Japon | Site : Belo Horizonte Allemagne Brésil Corée du Sud Russie |

#### Groupe A (Honolulu)
| Rang | Équipe     | Point | J | G | P | SP | SC | Ratio | PP | PC | Ratio |
| 1    | Cuba       | 6     | 3 | 3 | 0 | 9  | 3  | 3,000 |    |    | 1.032 |
| 2    | États-Unis | 5     | 3 | 2 | 1 | 8  | 6  | 1,200 |    |    | 1.074 |
| 3    | Chine      | 4     | 3 | 1 | 2 | 6  | 7  | 1,166 |    |    | 1.148 |
| 4    | Japon      | 3     | 3 | 0 | 3 | 2  | 9  | 0,222 |    |    | 0.742 |

#### Groupe B (Belo Horizonte)
| Rang | Équipe       | Point | J | G | P | SP | SC | Ratio | PP | PC | Ratio |
| 1    | Brésil       | 5     | 3 | 2 | 1 | 8  | 3  | 2,666 |    |    | 1.753 |
| 2    | Corée du Sud | 5     | 3 | 2 | 1 | 6  | 4  | 1,500 |    |    | 1.513 |
| 3    | Russie       | 5     | 3 | 2 | 1 | 7  | 5  | 1,400 |    |    | 0.874 |
| 4    | Allemagne    | 3     | 3 | 0 | 3 | 0  | 9  | 0,000 |    |    | 0.338 |

### Deuxième week-end
| Groupe C                                        | Groupe D                                      |
| ----------------------------------------------- | --------------------------------------------- |
| Site : Taipei Allemagne Brésil États-Unis Japon | Site : Jakarta Chine Corée du Sud Cuba Russie |

#### Groupe C (Taipei)
| Rang | Équipe     | Point | J | G | P | SP | SC | Ratio | PP | PC | Ratio |
| 1    | États-Unis | 6     | 3 | 3 | 0 | 9  | 3  | 3,000 |    |    | 1.358 |
| 2    | Brésil     | 5     | 3 | 2 | 1 | 8  | 6  | 1,333 |    |    | 1.091 |
| 3    | Japon      | 4     | 3 | 1 | 2 | 6  | 6  | 1,000 |    |    | 1.076 |
| 4    | Allemagne  | 3     | 3 | 0 | 3 | 1  | 9  | 0,111 |    |    | 0.534 |

#### Groupe D (Jakarta)
| Rang | Équipe       | Point | J | G | P | SP | SC | Ratio | PP | PC | Ratio |
| 1    | Cuba         | 6     | 3 | 3 | 0 | 9  | 2  | 0,450 |    |    | 1.533 |
| 2    | Russie       | 5     | 3 | 2 | 1 | 6  | 6  | 1,000 |    |    | 0.960 |
| 3    | Chine        | 4     | 3 | 1 | 2 | 6  | 6  | 1,000 |    |    | 0.941 |
| 4    | Corée du Sud | 3     | 3 | 0 | 3 | 2  | 9  | 0,222 |    |    | 0.744 |

### Troisième week-end
| Groupe E                                          | Groupe F                                 |
| ------------------------------------------------- | ---------------------------------------- |
| Site : Tokyo Corée du Sud États-Unis Japon Russie | Site : Macao Allemagne Brésil Chine Cuba |

#### Groupe E (Tokyo)
| Rang | Équipe       | Point | J | G | P | SP | SC | Ratio | PP | PC | Ratio |
| 1    | Corée du Sud | 5     | 3 | 2 | 1 | 8  | 4  | 2,000 |    |    | 1.388 |
| 2    | États-Unis   | 5     | 3 | 2 | 1 | 7  | 7  | 1,000 |    |    | 0.942 |
| 3    | Russie       | 4     | 3 | 1 | 2 | 6  | 8  | 0,750 |    |    | 0.879 |
| 4    | Japon        | 4     | 3 | 1 | 2 | 5  | 7  | 0,714 |    |    | 0.919 |

#### Groupe F (Macao)
| Rang | Équipe    | Point | J | G | P | SP | SC | Ratio | PP | PC | Ratio |
| 1    | Chine     | 6     | 3 | 3 | 0 | 9  | 2  | 4,500 |    |    | 1.467 |
| 2    | Cuba      | 5     | 3 | 2 | 1 | 6  | 4  | 1,500 |    |    | 1.104 |
| 3    | Brésil    | 4     | 3 | 1 | 2 | 6  | 6  | 1,000 |    |    | 1.236 |
| 4    | Allemagne | 3     | 3 | 0 | 3 | 0  | 9  | 0,000 |    |    | 0.333 |

### Quatrième week-end
| Groupe G                                  | Groupe H                                               |
| ----------------------------------------- | ------------------------------------------------------ |
| Site : Hamamatsu Brésil Cuba Japon Russie | Site : Beijing Allemagne Chine Corée du Sud États-Unis |

#### Groupe G (Hamamatsu)
| Rang | Équipe | Point | J | G | P | SP | SC | Ratio | PP | PC | Ratio |
| 1    | Brésil | 6     | 3 | 3 | 0 | 9  | 2  | 4,500 |    |    | 1.356 |
| 2    | Cuba   | 5     | 3 | 2 | 1 | 7  | 6  | 1,166 |    |    | 1.020 |
| 3    | Japon  | 4     | 3 | 1 | 2 | 4  | 7  | 0,571 |    |    | 0.917 |
| 4    | Russie | 3     | 3 | 0 | 3 | 4  | 9  | 0,444 |    |    | 0.790 |

#### Groupe H (Beijing)
| Rang | Équipe       | Point | J | G | P | SP | SC | Ratio | PP | PC | Ratio |
| 1    | États-Unis   | 6     | 3 | 3 | 0 | 9  | 4  | 2,250 |    |    | 1.254 |
| 2    | Chine        | 5     | 3 | 2 | 1 | 7  | 4  | 1,750 |    |    | 1.230 |
| 3    | Corée du Sud | 4     | 3 | 1 | 2 | 6  | 6  | 1,000 |    |    | 0.993 |
| 4    | Allemagne    | 3     | 3 | 0 | 3 | 1  | 9  | 0,111 |    |    | 0.590 |

## Classement tour préliminaire
| No | Équipe       | Points | Matches | Matches | Matches | Sets | Sets   | Sets  |
| No | Équipe       | Points | joués   | gagnés  | perdus  | pour | contre | Ratio |
| -- | ------------ | ------ | ------- | ------- | ------- | ---- | ------ | ----- |
| 1. | Cuba         | 22     | 12      | 10      | 2       | 33   | 15     | 2,200 |
| 2. | États-Unis   | 22     | 12      | 10      | 2       | 33   | 20     | 1,650 |
| 3. | Brésil       | 20     | 12      | 8       | 4       | 31   | 17     | 1,823 |
| 4. | Chine        | 19     | 12      | 7       | 5       | 28   | 19     | 1,473 |
| 5. | Corée du Sud | 17     | 12      | 5       | 7       | 22   | 23     | 0,956 |
| 6. | Russie       | 17     | 12      | 5       | 7       | 23   | 28     | 0,821 |
| 7. | Japon        | 15     | 12      | 3       | 9       | 17   | 29     | 0,586 |
| 8. | Allemagne    | 12     | 12      | 0       | 12      | 2    | 36     | 0,055 |

## Phase Finale

### Classement Final
| No | Équipe     | Points | Matches | Matches | Sets | Sets   | Sets  | Points | Points | Points |
| No | Équipe     | Points | gagnés  | perdus  | pour | contre | Ratio | pour   | contre | Ratio  |
| -- | ---------- | ------ | ------- | ------- | ---- | ------ | ----- | ------ | ------ | ------ |
| 1  | États-Unis | 6      | 3       | 0       | 9    | 3      | 3,000 |        |        | 1.047  |
| 2  | Brésil     | 5      | 2       | 1       | 8    | 5      | 1,600 |        |        | 1.301  |
| 3  | Cuba       | 4      | 1       | 2       | 5    | 7      | 0,714 |        |        | 0.910  |
| 4  | Chine      | 3      | 0       | 3       | 2    | 9      | 0,222 |        |        | 0.795  |

## Distinctions individuelles
- MVP :
- Meilleure Marqueuse :
- Meilleure Attaquante :
- Meilleure Contreuse :
- Meilleure Serveuse :
- Meilleure Passeuse :
- Meilleure Défenseur :
- Meilleure Réceptionneuse :

## Tableau final
| Place              | Équipe       |
| ------------------ | ------------ |
| Médaille d'or      | États-Unis   |
| Médaille d'argent  | Brésil       |
| Médaille de bronze | Cuba         |
| 4                  | Chine        |
| 5                  | Corée du Sud |
| 6                  | Russie       |
| 7                  | Japon        |
| 8                  | Allemagne    |